# Lorenz Karsten
Franz Christian Lorenz Karsten, född den 3 april 1751 i Pohnstorf vid Teterow, död den 28 februari 1829 i Rostock, var en tysk agronom, bror till Wenceslaus Johann Gustav Karsten, far till Carl Johann Bernhard Karsten.
Karsten grundade den första lantbruksskolan i Tyskland, vid Neuen-Werder i Mecklenburg.